# 漢州
漢州（かんしゅう）は、中国にかつて存在した州。唐代から民国初年にかけて、現在の四川省徳陽市一帯に設置された。

## 概要
686年（垂拱2年）、唐により益州を分割して漢州が置かれた。742年（天宝元年）、漢州は徳陽郡と改称された。758年（乾元元年）、徳陽郡は漢州と改称された。漢州は剣南道に属し、雒・徳陽・什邡・綿竹・金堂の5県を管轄した。
宋のとき、漢州は成都府路に属し、雒・什邡・徳陽・綿竹の4県を管轄した。南宋の端平年間、漢州は廃止された。
1260年（中統元年）、モンゴル帝国により再び漢州が置かれた。漢州は成都路に属し、什邡・徳陽・綿竹の3県を管轄した。
明のとき、漢州は成都府に属し、什邡・徳陽・綿竹の3県を管轄した。
清のとき、漢州は成都府に属し、什邡県を管轄した。
1912年、中華民国により漢州は廃止され、広漢県と改められた。